# Der vrouwen heimelijcheit
Der vrouwen heimelijcheit is de (vroeg) veertiende-eeuwse vertaling van een niet zo veel oudere Franse tekst Les secres des dames, die weer een bewerking is van het Latijnse traktaat De secretis mulierum, dat wordt toegeschreven aan pseudo-Albertus Magnus. Der vrouwen heimelijcheit wordt gerekend tot de artesliteratuur: (middeleeuwse) teksten met een wetenschappelijke inhoud.
Zowel de auteur van Der vrouwen heimelijcheit, alsook opdrachtgever, plaats en jaar van vervaardiging zijn onbekend. Mogelijk kwam hij uit Oost-Brabant. Codicoloog Hans Kienhorst opteert voor een datering vroeg in de veertiende eeuw van fragmenten van een andere tekst van dezelfde auteur/vertaler. Zo'n vroege datering is niet in strijd met taal en stijl van de tekst. In Der vrouwen heimelijcheit is een acrostichon verwerkt dat luidt: «margarhta godevartse wt vdim», wat begrepen kan worden als: Margareta, (de) dochter van Godevart uit Uedem. Mogelijk was de tekst een huwelijksgeschenk.
Der vrouwen heimelijcheit bleef enkel bewaard in een vroeg-vijftiende-eeuws papieren handschrift [UB Gent, ms. 444] dat gedateerd is «Int jaer ons Heeren .xiiijC. ende vive ten ingane van aprille». Als de kopiist de Paasstijl gebruikte, kan dat volgens de huidige kalender zowel 1405 als 1406 betekenen, aangezien Pasen zowel in 1405 als in 1406 later in de maand april viel. Mogelijk werd dit handschrift afgeschreven in West-Vlaanderen. Een ouder exemplaar geschreven op perkament is bekend uit de inventaris van Antonius Sanderus (1586 - 1664), maar dit boek, dat in (de omgeving van) Ieper bewaard werd, is spoorloos verdwenen na geveild te zijn (in Antwerpen) in 1658.
Der vrouwen heimelijcheit onderscheidt zich van de Franse en Latijnse voorbeeldtekst(en) doordat de vertaler de tekst gelardeerd heeft met lyrische intervallen, waarin hij zich als een 'hoofs' minnaar opstelt en de vrouw, voor wie deze tekst bestemd was, als zijn geliefde voorstelt. De tekst is in 1785 gepaard rijmende versregels geschreven en handelt over conceptie, geslacht, zwangerschap, de invloed van sterrenbeelden en planeten, experimenten om het geslacht van het ongeboren kind te bepalen, geboorte, menstruatie en geslachtsverkeer.
Van Der vrouwen heimelijcheit bestaat een contemporaine 'Umschreibung' in het ripuarisch: Der vrauwen heymlicheide, die bewaard bleef in het handschrift Berlin SBPK, Ms Germ. Oct. 187. In deze 'Umschreibung' zijn de lyrische intermezzi verwijderd.
Der vrouwen heimelijcheit wordt in het handschrift Gent 444 gevolgd door een eveneens berijmd traktaat van 288 gepaard rijmende versregels over Fysiognomie. Het is vermoedelijk van de hand van dezelfde auteur en mogelijk bestemd voor dezelfde vrouw. Het fragmentarisch bewaard gebleven handschrift KB Brussel 19571 dat aan de auteur van Der vrouwen heimelijcheit toegeschreven wordt, bevat overeenkomstige lyrische intervallen en lijkt (ook) gehandeld te hebben over pasgeboren kinderen.